# Предчувствие гражданской войны (песня)
«Предчувствие гражданской войны» — песня советской и российской рок-группы ДДТ. Была написана Юрием Шевчуком в 1988 году, записана в студии в 1991 году для альбома «Пластун». Михаил Козырев назвал композицию в числе тех, «которые прикончили Советский Союз». В 1989 году был снят видеоклип, режиссёр — Е. Аксёнов. Видеоряд завершается построением картины Сальвадора Дали «Мягкая конструкция с варёными бобами (Предчувствие гражданской войны)».

## История
Песня была написана Юрием Шевчуком в ночь после похорон Александра Башлачёва, 23—24 февраля 1988 года. В интервью журналу «Юность», 1991 год, Юрий Шевчук сказал:
...Не было никакого предчувствия. <...> Это была песня о том, что существовало и существует во всех нас. Гражданская война в каждом из нас. Я написал её практически за ночь. Как будто кто-то мне её подарил, что ли. Хлынула как-то ночью. Спать не мог, все записывал, записывал, записывал, всю ночь как на иголках. Вот она и родилась.
Песня была записана на ВПТО «Видеофильм» в декабре 1991 года, но была издана только в 1995 году, из-за того что Юрий Шевчук посчитал пластинку «замученной». Эта песня составляла костяк второй концертной программы «питерского» периода группы ДДТ. В 1996 году, после Первой чеченской войны, музыканты решили больше никогда не петь «Предчувствие гражданской войны» из-за страшного пророческого содержания. Но в 2017 году её включили в «Историю звука».

## Отзывы и критика
Гитарный ход из песни напоминает песню Игги Попа «The Passenger» 1977 года. По этому поводу Шевчук сказал:
О музыке, когда писал, я вообще не думал. Просто нашлись четыре аккорда. Этакий «чёрный квадрат». Потом мне напомнили, что это Игги Поп. Но менять ничего не стал, попечалился только об очередном ударе со стороны классики.
Вадим Курылёв заметил: «Что касается Игги Попа — действительно „Предчувствие гражданской войны“ очень похоже, и даже ещё больше похоже на версию „Passenger“ в исполнении Siouxsie and the Banshees (1987). Тут уж мне сказать нечего — кроме того, что я лично ПГВ не сочинял, SATB в те годы не слышал и аранжировку к песне не придумывал (кроме партии бас-гитары)».
В 2008 году Константин Кинчев выпустил на альбоме «Пульс хранителя дверей лабиринта» песню «Власть», где были строки «Оранжевые сопли — очкариков сны в предчувствии гражданской войны», полемизируя с Шевчуком, намекая на его поддержку событий на Украине, когда «ДДТ» дали большой концерт на Майдане Незалежности.
В 2016 году Николай Сванидзе отметил следующее: песня «Предчувствие гражданской войны» написана давно, и с тех пор это пока не оправдалось. «Хотя Шевчук — тот человек, который очень тонко чувствует Россию. Тогда, может, и было предчувствие. Но ведь страна может пойти разными путями».
Алексей Тарасов из «Новой газеты» подчеркнул, что Шевчук, спевший впервые 30 лет назад «Предчувствие гражданской войны» и много позже заметивший, что на концертах ДДТ работяги весело пританцовывают в обнимку с буржуазией, действительно трудится антидотом.
Слова: «А антиутопия на ржавом коне, Вскроет могилы уставших ждать…», явно навеяны Шевчуку «Откровением» Иоанна Богослова.
И вышел другой конь, рыжий; и сидящему на нём дано взять мир с земли, и чтобы убивали друг друга; и дан ему большой меч.
26 июня 2020 года группа «Animal ДжаZ» выпустила трибьют песни, Александр Красовицкий сказал следующее: «Это одна из тех песен, которые не утратили актуальности за 30 с лишним лет существования. Когда мы её выбрали для участия в трибьюте, ещё и в помине не было ни пандемии, ни темы обнуления. А с тех пор печальное предчувствие, вынесенное в заголовок песни, лично у меня лишь усилилось. Шевчук мастер выпуклых образов, большой поэт. Но очень печально, что то, что он пел тогда о России, то страдание, живо и сейчас. Мы взяли за основу гитарного риффа соло партию синтезатора из оригинала. И добавили слегка нюметалического и постгранжевого звучания».